# Cerbera odollam
Cerbera odollam es una planta angiosperma dicotiledónea, de la familia Apocynaceae, comúnmente conocida como el árbol de suicidio, pong-pong, mintolla y othalam. Tiene una fruta conocida como othalanga (Malayalam: ഒതളങ്ങ) que produce un veneno potente que se ha utilizado para suicidio y asesinato. Es una especie nativa de la India y otras partes del sur de Asia, que crece preferentemente en los pantanos de sal costera y en áreas pantanosas, pero también se cultivan como una planta de cobertura entre hogares compuestos?.

## Nombres comunes
C. odollam es conocida por una serie de nombres vernáculos, dependiendo de la región. Estos incluyen othalam (ഒതളം) en el lenguaje malayalam utilizado en Kerala, India; Kattu Arali (கடட்டரளி) en el estado adyacente de Tamil Nadu; Famentana, Kisopo, Samanta o Tangena en Madagascar; y pong-pong, butta-baba, bintaro o nyan en el sudeste asiático.

## Descripción
C. odollam tiene un parecido cercano a Nerium oleander, otra planta altamente tóxica de la misma familia. Sus ramitas se doblan sobre el tronco, y sus hojas están terminadas terminalmente, con bases afiladas, ápices acuminados y márgenes enteros. La planta en su conjunto produce un látex blanco lechoso.
Su fruta, cuando aún está verde, parece un pequeño mango, con una carcasa fibrosa verde que encierra un núcleo ovoide que mide aproximadamente 2 cm × 1.5 cm y que consiste en dos mitades carnosas blancas cruzadas. En la exposición al aire, el núcleo blanco se vuelve violeta, luego gris oscuro y, en última instancia, marrón o negro.

## Toxicidad

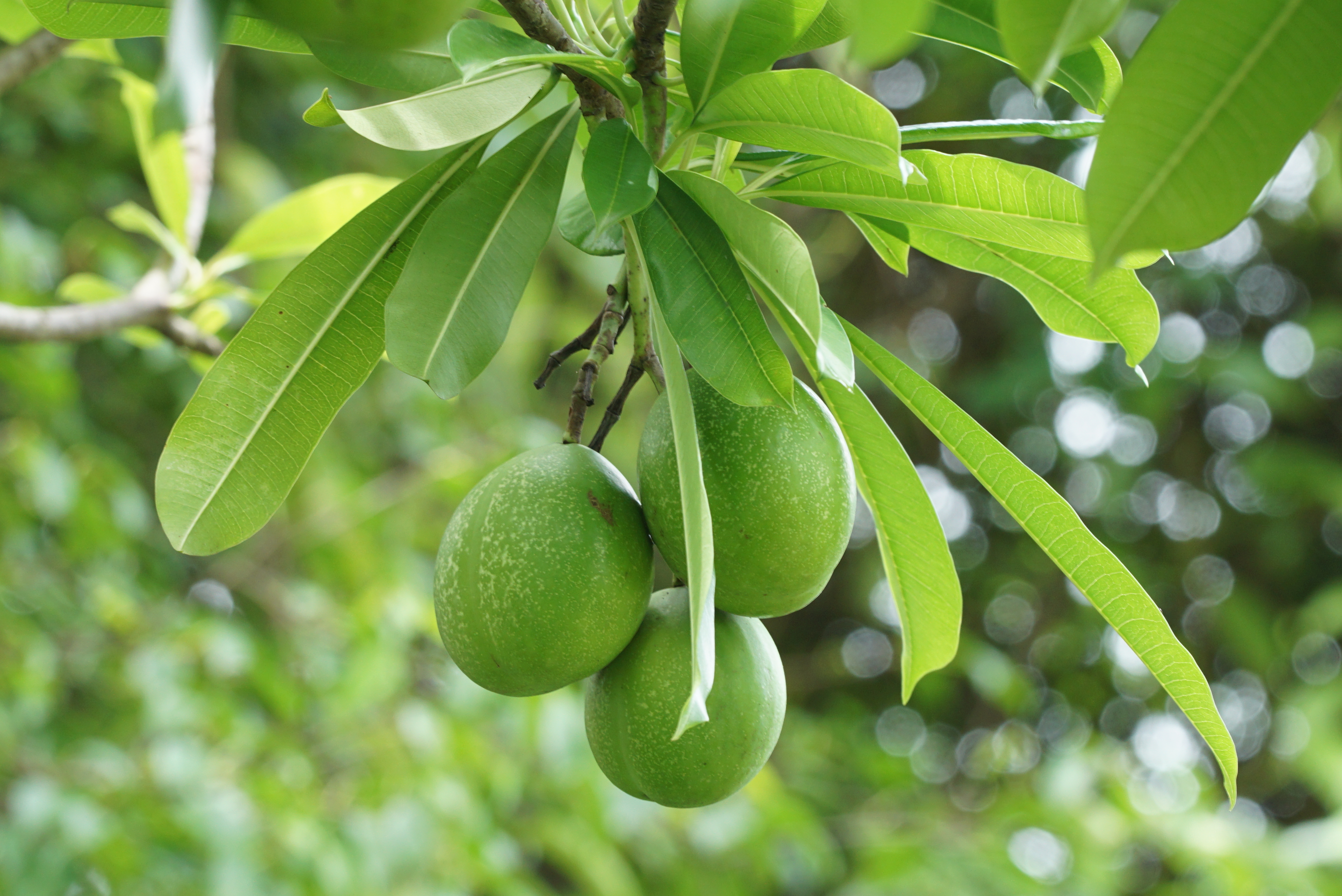
Frutos inmaduros en la rama

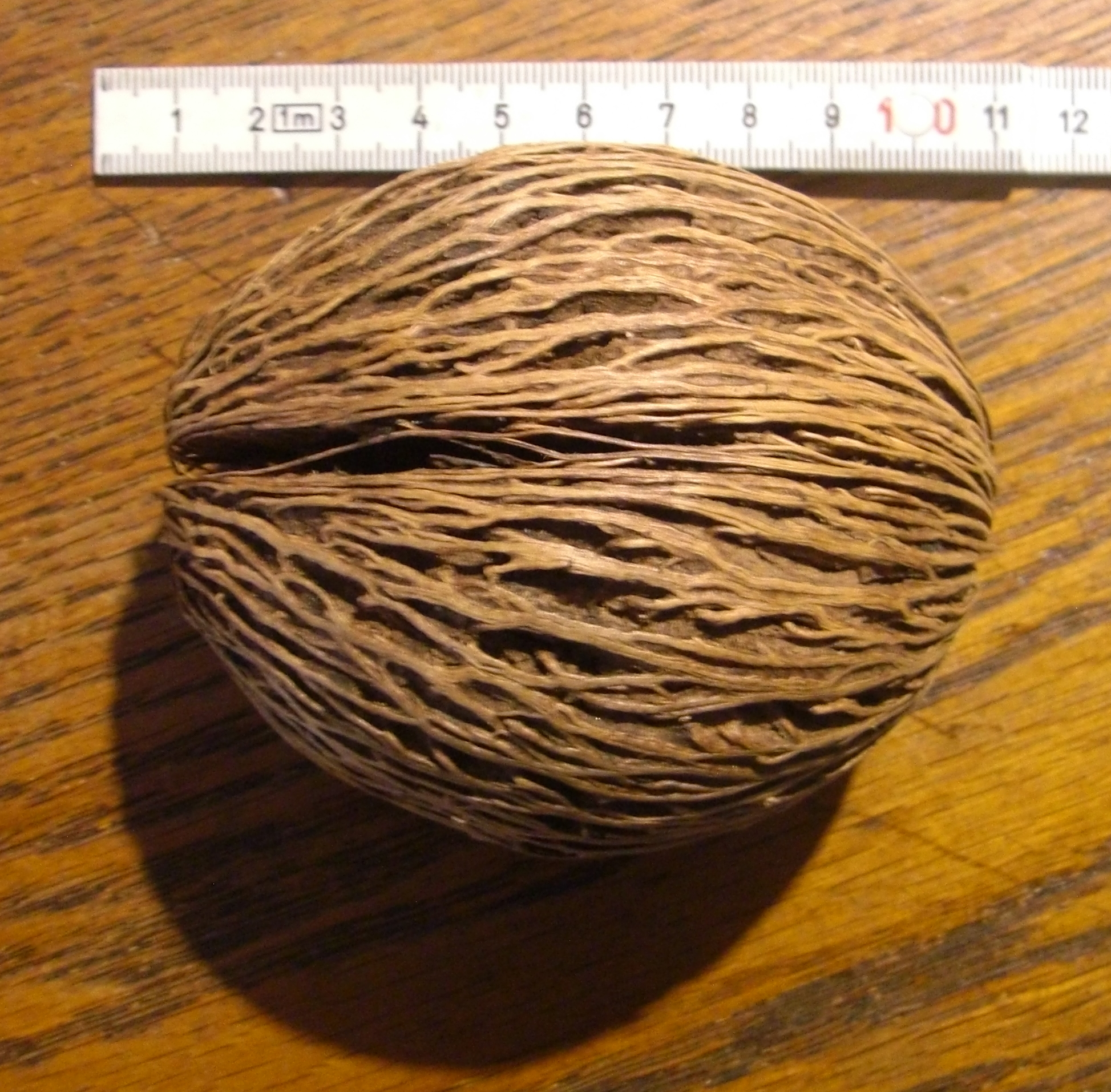
Grandes semillas de C. odollam con endocarpo grueso y surcado, llamado Mintolla (¡Tóxico!)

Los núcleos de C. odollam contienen cerberina, un cardenólido de tipo digoxina y glicósido cardíaco que bloquea los canales de iones de calcio en el músculo cardíaco, lo que provoca la interrupción del latido del corazón, con mayor frecuencia fatalmente. El síntoma más común de toxicidad en humanos son los vómitos. Las anomalías electrocardiográficas se reportó que eran comunes, siendo las más común la bradicardia sinusal. Alrededor de la mitad de los pacientes desarrollan trombocitopenia. La estimulación cardíaca temporal se ha utilizado en el tratamiento, aparte de otras medidas de apoyo. La dificultad para detectar cerberina en autopsias y la capacidad de las especies sólidas para enmascarar su gusto lo convierte en un agente de homicidio y suicidio en la India; Hubo más de 500 casos de envenenamiento fatal de Cerbera entre 1989 y 1999 en el estado indio suroeste de Kerala.
Una dosis fatal del veneno está contenida en un núcleo, lo que lleva a la muerte dentro de 1-2 días.
Los síntomas comunes incluyen:
- Sensación de ardor en boca
- Vómitos violentos
- respiración irregular
- dolor de cabeza
- arritmia
- coma y eventual muerte

## Usos
Las frutas se utilizan para la fabricación de bioinsecticidas y desodorantes.
Las investigaciones también se han realizado en la viabilidad de usar las semillas como materia prima en la producción de biodiésel.